# Rocha Miranda
Rocha Miranda é um bairro de classe média e média baixa, localizado na Zona Norte do município do Rio de Janeiro. O bairro é servido por uma estação ferroviária do ramal de Belford Roxo da SuperVia. 
Seu IDH, no ano 2000, era de 0,815, o 77º melhor do município do Rio de Janeiro.

## História

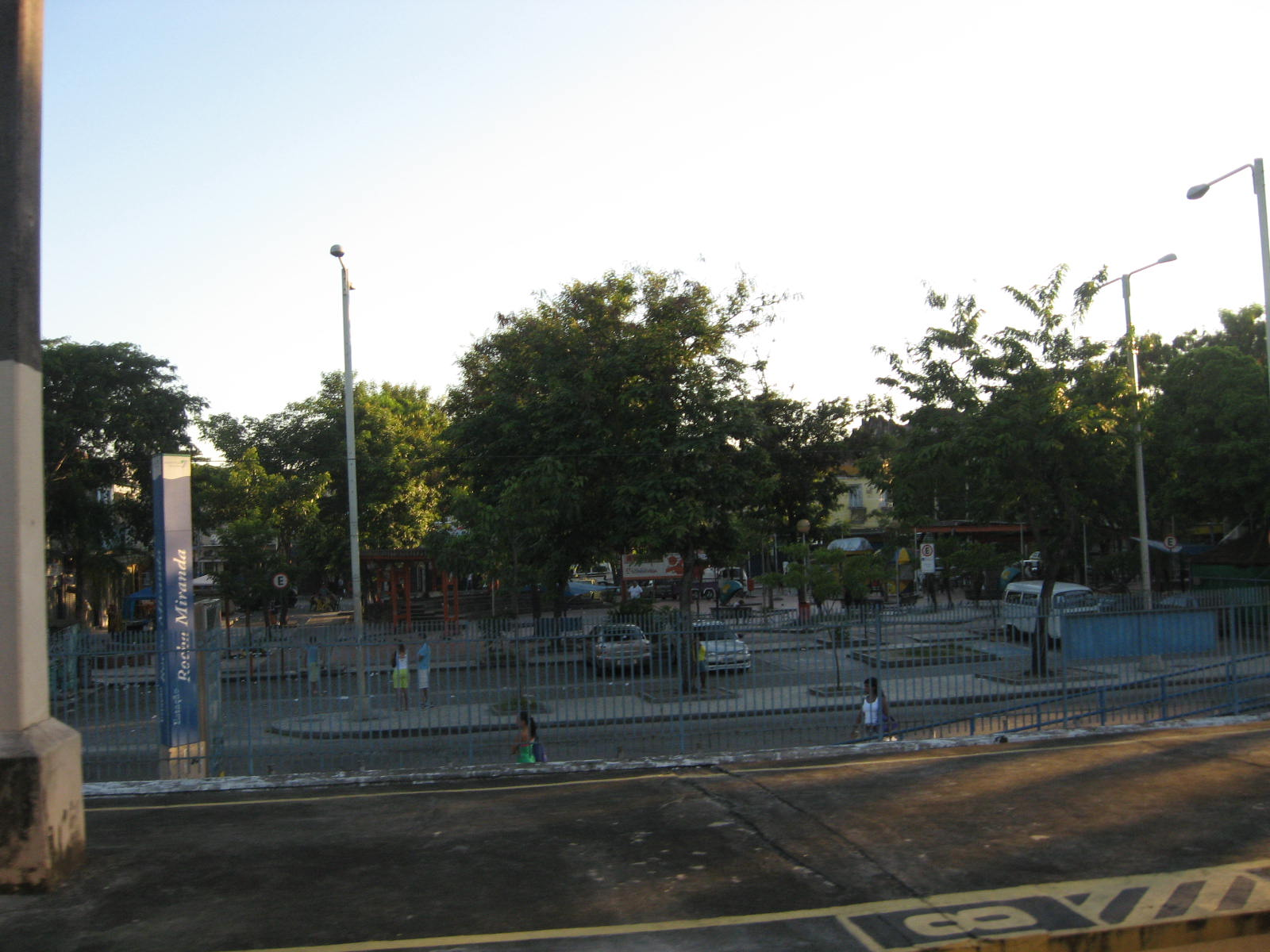
Vista de Rocha Miranda.

Faz limite com Coelho Neto (que abriga uma das estações do metrô), Colégio (metrô), Honório Gurgel, Irajá, Vaz Lobo, Turiaçu, Oswaldo Cruz e Bento Ribeiro. O bairro abriga o 9º BPM. 
Segundo o Sr. Joselino Cavalcante Porto, um dos fundadores do Núcleo Ecológico Pedras Preciosas (NEPP), o bairro era conhecido, nos tempos do garimpo no Rio das Pedras (rio que cruza a região), como "O bairro das pedras preciosas", e que mantém esta lembrança acesa em ruas que levam nomes das pedras, tais como as rua dos Diamantes, Topázios, Ônix, Ametistas, Turmalinas, Rubis e outras.
A vizinhança é basicamente residencial e tem como referência a praça 8 de Maio. A Praça, anteriormente chamada de praça das pérolas, foi rebatizada logo após a segunda guerra e hoje traz no nome a data da capitulação da Alemanha, a comemoração da vitória e do fim da guerra (8 de maio de 1945). No monumento erguido, uma espécie de obelisco, a praça lembra a participação dos brasileiros (FEB) na campanha da Itália, com os nomes das cidades aonde os pracinhas brasileiros combateram e foram vitoriosos. Abriga ainda, a estação de trem da linha auxiliar que foi inaugurada em 17 de março de 1905, segundo o site da ANTP cultural (Associação Nacional de Transporte Público), com o nome de "Sapê" e mais tarde rebatizada como Rocha Miranda, nome dado em homenagem à família que promoveu o loteamento da região, no início do século XX.
Na Rua dos topázios, bem próximo à praça, fica o prédio do antigo Cine Guaraci, que tinha 1379 poltronas, escada de mármore carrara e colunas gregas, combinando elementos arquitetônicos de arte nouveau e arte déco. Foi projetado por Alcides Torres da Rocha Miranda (filho de Luiz da Rocha Miranda Sobrinho, o Barão de Bananal) e inaugurado em 1954. Atualmente este terreno abriga a loja Nalin.
Suas principais ruas são a Avenida dos Italianos, Rua dos Diamantes, Rua dos Rubis, Estrada do Barro Vermelho e Rua Conselheiro Galvão.

## Dados
O bairro de Rocha Miranda faz parte da região administrativa de Madureira. Os bairros integrantes dessa região administrativa são: Bento Ribeiro, Campinho, Cascadura, Cavalcanti, Engenheiro Leal, Honório Gurgel, Madureira, Marechal Hermes, Oswaldo Cruz, Quintino Bocaiuva, Rocha Miranda, Turiaçu e Vaz Lobo.